# ジャルマ・カンポス
ジャルマ・ブラウメ・マヌエル・アベル・カンポス（Djalma Braume Manuel Abel Campos、1987年5月30日 - ）は、アンゴラ・ルアンダ出身の元サッカー選手。
父親は、アフリカネイションズカップ1996のメンバーでもある元アンゴラ代表のアベル・カンポス。

## 経歴
2001年にポルトガルへ渡り、SLベンフィカの実質二軍チームとして使われていたFCアルヴェルカのユースチームに入団する。チームメイトには、後に代表で共にプレーするペドロ・マントラスがいた。その後2チームのユースを渡り歩き、2006年にCSマリティモU-19へ移籍すると19試合4ゴールと活躍し、すぐさまBチームへ昇格。最終的には、同シーズン中にトップチームデビューを果たした。
以降コンスタントに活躍すると、2011-12シーズンに名門FCポルトへ移籍。期間は5年・違約金は3000万ユーロという契約を結んだ。

## 所属クラブ
- CSマリティモB（ポルトガル語版）2006-2010
- CSマリティモ 2007-2011
- FCポルト 2011-2015

→  カスムパシャSK 2012-2013 (loan)
→  コンヤスポル 2013-2015 (loan)
- ゲンチレルビルリイSK 2015-2016
- PAOKテッサロニキ 2016-2018
- アランヤスポル 2018-2020
- SCファレンセ 2020-2021
- CDトロフェンセ 2022-2023

## タイトル
PAOK
- キペロ・エラーダス : 2016-17, 2017-18